# Patricia Ércole
Patricia Díaz Ércole (Bogotá, 8 de diciembre de 1962) es una actriz colombiana.

## Carrera
Es hija de la también actriz Raquel Ércole y desde que era una niña acompañaba a su mamá en sus recorridos con su compañía de ballet, y a su padre, el músico y cómico Lizardo Díaz (del dueto Los Tolimenses), en las giras por todo el país. Como bióloga, profesión que terminó en la Javeriana, también se tenía que desplazar frecuentemente. Su carrera artística tiene un amplio recorrido a nivel de la danza, teatro, cine, televisión a nivel nacional e internacional y en los últimos años ha incursionado en el arte plástico mediante sus performances de su Proyecto Diosas de Colombia, donde encarna la Diosa que ve en las labores de las mujeres trabajadoras del campo, sus performances son fotografiados por otro artista y con los cuales ha expuesto en sitios maravillosos como el Grand Palais en París en la semana de art Capital durante 6 años, en la feria de arte Barcú en Colombia dos exposiciones y un performance, Hilando La Paz, en Cartagena, Barranquilla, Cali y Bogotá expuso Otras Meninas junto al fotógrafo Emanuel Rojas.
Su vida en Europa 17 años que le han permitido ampliar su mundo artístico en sus diferentes expresiones han enriquecido su vida. Ha estado en compañías de teatro de reconocidos personajes del mundo artístico y teatral como Juan Luis Galiardo y José Sanchís Sinisterra. Ha rodado en París y en España dos Películas junto a Victoria Abril, Bruno Putzulo, Helene de Fougirolles "La Gente Honrada Vive en Francia" Giovanna Ribes la invita a formar parte de su película La Torre de Babel la cual rueda en Barcelona y Valencia con un reconocido elenco latinoamericano que habita en España. 
Su vida en España transcurrió entre el ballet con el reconocido Víctor Ullate, y la escuela de teatro con Juan Carlos Corazza. Graba novela con TVE, y comienza a ser manejada para seguir quedándose en España durante 7 años para luego irse a vivir a París donde permanece por 12 años, realizando sus propios proyectos artísticos, e igualmente regresaba a Colombia por proyectos puntuales en cine y TV. Su última película colombo chilena mexicana Un Caballo Llamado Elefante. Género infantil, junto a Salvo Basile. 
Entra en el universo Gyrotonic, técnica en la que se certificó en Europa y ahora trae a Colombia, como entrenadora de este sistema integral de movimiento que practicaba en París como complemento al ballet y a la danza contemporánea.

## Filmografía

### Televisión
| Año       | Título                               | Personaje                           |
| --------- | ------------------------------------ | ----------------------------------- |
| 2024      | Emma Reyes: La huella de la infancia | Sofía de Prampolini                 |
| 2024      | Secuestro del vuelo 601              | Marta Lucía                         |
| 2019      | El inquisidor                        | Esposa de Kodak                     |
| 2018-2019 | Loquito por ti                       | Rebecca Veléz                       |
| 2015      | Esmeraldas                           | Reina Ortega (mayor)                |
| 2011      | Flor salvaje                         | Matilde                             |
| 2008-2010 | Oye bonita                           | Elvia Urbina                        |
| 2008-2009 | Valentino, el argentino              | Beatriz                             |
| 2007      | Tiempo final                         | Ana / Blanca                        |
| 2006      | Sin tetas no hay paraíso             | Hilda Santana "Doña Hilda"          |
| 2006      | El engaño                            | Eugenia Andrade                     |
| 2004-2005 | La saga, negocio de familia          | Helena Angarita de Manrique (mayor) |
| 2002-2003 | Géminis, venganza de amor            | Victoria                            |
| 1996      | Higuita, Sangre, Sudor y Lagrimas    | Magnolia Eceheverry                 |
| 1995      | Pecado santo                         | Ángela Gómez                        |
| 1994-1995 | Las aguas mansas                     | Rosario Montes                      |
| 1993      | La fuerza del poder                  | Alejandra Moravia                   |
| 1992      | Sangre de lobos                      | Bárbara                             |
| 1991-1992 | Espumas                              | Magdalena                           |
| 1990-1991 | Gitana                               | Salomé                              |
| 1988-1990 | Imagínate                            |                                     |
| 1988-1989 | Zarabanda                            |                                     |
| 1988      | Los hijos de los ausentes            |                                     |

## Cine
| Año  | Título                      | Personaje        |
| ---- | --------------------------- | ---------------- |
| 2023 | Itzia, tango y cacao        | Julia            |
| 2016 | Un caballo llamado Elefante |                  |
| 2013 | Foking Venus (Corto)        | Laura Libertad   |
| 2007 | La torre de Babel           | Carmenza         |
| 2005 | Mi abuelo, mi papá y yo     | Myriam de Pachón |
| 2005 | La gente honrada            | Pepa Uribe       |
| 2002 | O'Donnell                   | Eva              |

## Premios y nominaciones

### Premios India Catalina
| Año  | Categoría                                 | Telenovela o serie         | Resultado |
| ---- | ----------------------------------------- | -------------------------- | --------- |
| 2008 | Mejor actriz o actor protagónica de serie | Tiempo final ("Venenosos") | Nominada  |
| 1994 | Mejor actriz protagónica                  | La fuerza del poder        | Nominada  |

### Premios TVyNovelas
| Año  | Categoría                         | Telenovela o serie  | Resultado |
| ---- | --------------------------------- | ------------------- | --------- |
| 1996 | mejor actriz protagónica de serie | Pecado santo        | Nominada  |
| 1994 | Mejor actriz protagónica          | La fuerza del poder | Nominada  |

### Otros premios
- Triple de Oro Mejor Actriz por La fuerza del poder